# الإلهة الأم

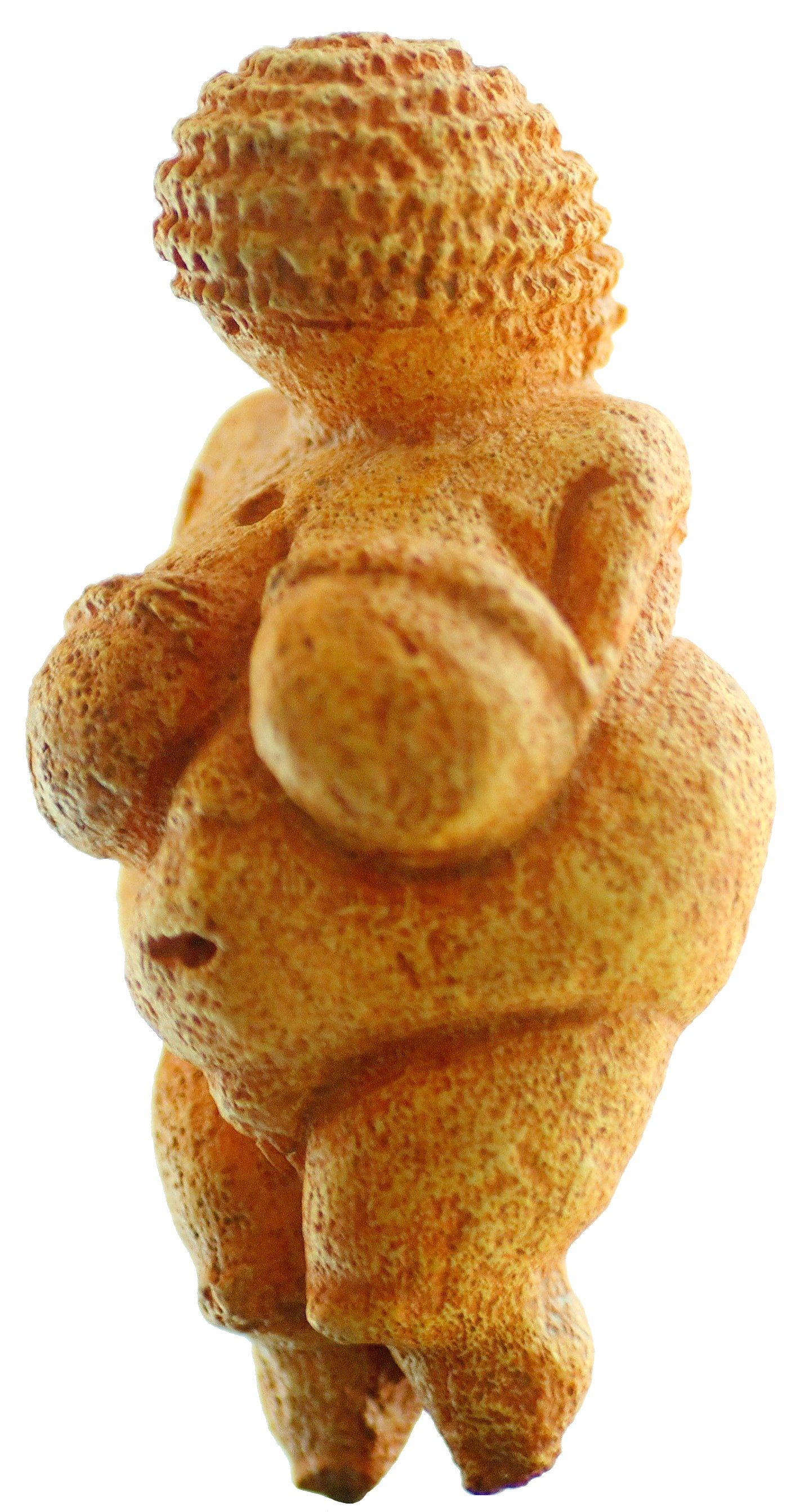
يعود هذا التمثال للعصر الحجري القديم العلوي، ويُعرف باسم فينوس ولندورف، وتشير التقديرات أنه قد تم نحته ما بين 24,000–22,000 قبل الميلاد

الإلهة الأم (Mother goddess) يُستخدم هذا المصطلح للإشارة إلى الإلهة التي تمثل الأمومة أوالخصوبة أوالإبداع، أو قد يشير إلى الإلهة التي تجسد فضل الأرض. عندما تكون تلك الآلهة على قدم المساواة مع الأرض أو الطبيعة، يُشار إليهن أحيانًا باسم أم الأرض أو الأرض الأم.
يوجد اختلاف في الرأي بين المفهوم الأكاديمي والشعبي للمصطلح. يُدفع الرأي الشعبي أساسًا بحركة الإلهة، ويقول إن المجتمعات البدائية كانت في البداية أمومية، تعبد إلهة الأرض الأمومية الراعية ذات السيادة. استند هذا الرأي إلى أفكار القرن التاسع عشر عن التطور الأحادي ليوهان ياكوب باخوفن. وفقًا للرأي الأكاديمي، فإن كلًا من نظريات باخوفن ونظريات الإلهة الحديثة تشكل إسقاطًا لوجهات النظر العالمية المعاصرة حول الأساطير القديمة، بدلًا من محاولة فهم عقلية ذلك الوقت. غالبًا ما يكون هذا مصحوبًا برغبة في وجود حضارة ضائعة من حقبة ماضية كان يمكن أن تكون عادلة وسلمية وحكيمة. ولكن، يستبعد تمامًا وجود هذه الحضارة في أي وقت مضى.
دافع المؤلفون النسويون لفترة طويلة، عن فكرة إبادة هذه المجتمعات الزراعية المسالمة والأمومية الزراعية أو إخضاعها من قبل قبائل بدوية محاربة أبوية. تُعتبر مساهمة عالمة الآثار ماريا جيمبوتاس من المساهمات الهامة في هذا الصدد. وقد شُكك في عملها في هذا المجال. تثير هذه الرؤية حاليًا جدلًا كبيرًا بين علماء الآثار النسويين.
منذ ستينيات القرن العشرين، وخاصةً في الثقافة الشعبية، رُبطت العبادة المزعومة للإلهة الأم والموقف الاجتماعي الذي يفترض تولي النساء السلطة في مجتمعات ما قبل التاريخ. جعل ذلك النقاش نقاشًا سياسيًا. ووفقًا لحركة الإلهة، ينبغي أن يعود المجتمع الحالي الذي يسيطر عليه الذكور إلى النظام الأموي المتساوي السائد في الأزمنة السابقة. يُفترض أن هذا الشكل من المجتمعات الموجود مسبقًا يُدعم بالعديد من التماثيل التي عُثر عليها.
يُستبعد هذا النظام الأمومي في عصر ما قبل التاريخ في الأوساط الأكاديمية. أولًا، لأن عبادة إلهة الأم لا يعني بالضرورة أن المرأة حكمت المجتمع. وبالإضافة إلى ذلك، يمكن للتماثيل تصوير النساء أو الإلهات العاديات أيضًا، وليس واضحًا ما إذا كانت هناك إلهة أم.

## جاتال هويوك

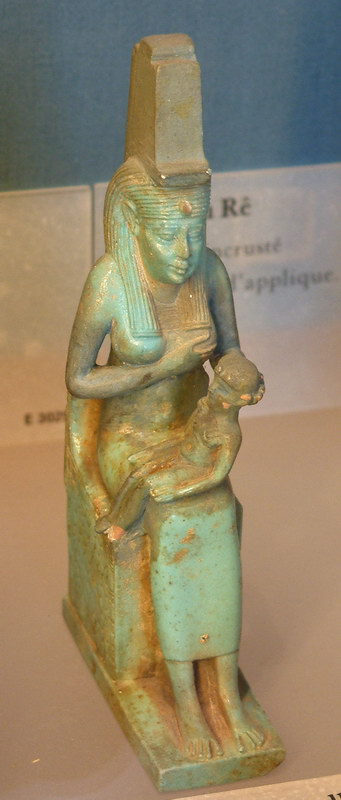
تمثال لإيزيس وهي ترضع حورس، معروض في متحف اللوفر

قاد جيمس ميلار بين عامي 1961 و1965 سلسلة من الحفريات في جاتال هويوك، شمال جبال طوروس في منطقة زراعية خصبة تقع جنوب الأناضول. كان التماثيل العديدة التي وجدت هناك مذهلة، واقترح ميلار أنها تمثل إلهة عظيمة، كانت ترأس مجمع آلهة الحضارة الأمومية أساسًا.
عُثر على تمثال أنثوي جالس، محاط باللبوات، حسب وصف ميلار، في صومعة حبوب؛ وربما كان القصد منها حماية المحصول والحبوب. واعتبر ميلار هذه المواقع أضرحة، وخاصةً امرأة جاتال هويوك الجالسة التي تثير الخيال. ووجد أيضًا عددًا كبيرًا من التماثيل ليس لها جنس محدد، اعتبرها ميلار نموذجية لمجتمع تهيمن عليه المرأة: فالتركيز على الجنس في الفن يرتبط دائمًا بدافع الذكور ورغبتهم. دعمت عالمة الآثار ماريا جيمبوتاس فكرة إمكانية وجود نظام أمومي وعبادة للإلهة الأم هناك. أدى هذا إلى عبادة حديثة للإلهة الأم مع تنظيم الحج السنوي في جاتال هويوك.
منذ عام 1993، استؤنفت عمليات التنقيب التي يرأسها حاليًا إيان هودر مع لين ماسكل كرئيس لمشروع ستانفورد للتماثيل الذي فحص تماثيل جاتال هويوك. توصل هذا الفريق إلى استنتاجات مختلفة عن استنتاجات جيمبوتاس وميلار. ولم يُحدد سوى عدد قليل من التماثيل على أنها أنثوية ولم توجد كثيرًا في الأماكن المقدسة، ولكن بدا أنه جرى التخلص منها بشكل عشوائي، وفي أكوام القمامة أحيانًا. ما جعل عبادة الإلهة الأم في هذا الموقع مستبعدة.

## كتابات أخرى
- Marija Gimbutas (1989). The Language of the Goddess. Harpercollins. ISBN 0-06-250356-1
- Marija Gimbutas (1991). The Civilization of the Goddess. San Francisco: Harper. ISBN 0-06-250337-5.
- Neumann, Erich (1991). The Great Mother. Bollingen; Repr/7th edition. Princeton University Press, Princeton, NJ. ISBN 0-691-01780-8.
- J.F. del Giorgio (2006). The Oldest Europeans. A.J. Place. ISBN 980-6898-00-1
- Goldin, Paul R. (2002). "On the Meaning of the Name Xi wangmu, Spirit-Mother of the West." Paul R. Goldin. Journal of the American Oriental Society, Vol. 122, No. 1/January–March 2002, pp. 83–85.
- Prof. P.C. Jain (2004). "Conception and Evolution of The Mother Goddess in India."
- Knauer, Elfried R. (2006). "The Queen Mother of the West: A Study of the Influence of Western Prototypes on the Iconography of the Taoist Deity." In: Contact and Exchange in the Ancient World. Ed. Victor H. Mair. University of Hawai'i Press. Pp. 62–115. ISBN ISBN 978-0-8248-2884-4; ISBN ISBN 0-8248-2884-4
- James Mellaart (1976). The Neolithic of the Near East. Macmillan. ISBN 978-0-684-14484-9
- The Wikipedia article Kurgan hypothesis.

## وصلات خارجية
- Reflections on Erta as named on the Franks Casket by Alfred Becker (PhD)